# شيرا
شيرا هي قرية لبنانية من قرى قضاء الكورة في محافظة الشمال.